# Jaime Vieira da Rocha
Jaime Vieira da Rocha war ein portugiesischer Soldat und Kolonialverwalter.
Rocha stand im Rang eines Hauptmanns in Portugiesisch-Timor, als ihn Gouverneur José Celestino da Silva aus gesundheitlichen Gründen zum amtsführenden Gouverneur machte und zur Genesung nach Australien reiste. Zu dieser Zeit traf Eduardo Augusto Marques in Dili ein, der zum offiziellen Nachfolger Silvas bestimmt worden war. Nach Rückkehr Silvas wurde die Amtsübergabe durchgeführt.